# Pencombe
Pencombe est un village situé dans le comté d’Herefordshire, en Angleterre.